# Awni Abd al-Hadi
Awni Abd al-Hadi (? 1889 - ? 1970) (em árabe: عوني عبد الهادي) foi uma figura política da Palestina. Foi ele que em 1932 fundou o Partido da Independência (Istiqlal).